# Стрельба в исправительном учреждении в Серадзе
Стрельба в тюрьме в Серадзе — перестрелка, происшедшая 26 марта 2007 года в тюрьме в Серадзе в Лодзинском воеводстве, Польша. Нападавший, 28-летний тюремный надзиратель Дамиан Чолек, внезапно начал стрелять в полицейских, убив троих из них и серьёзно ранив заключённого, которого они конвоировали, после чего был тяжело ранен ответным огнём сотрудников полиции и арестован. Самый кровавый инцидент с массовой стрельбой в Польше с 1989 года.

## Обстоятельства происшедшего
Стрельба произошла около 8:30 утра 26 марта 2007 года. Из тюрьмы выезжала полицейская машина с тремя конвоирами и заключённым. Тюремный надзиратель Дамиан Чолек подошёл к машине, ожидающей разрешения на выезд, и расстрелял её из автомата Калашникова. В результате обстрела погибли трое полицейских (один скончался на месте, двое в больнице) и был ранен заключённый. Мотивы нападения Чолека остались неизвестны.
Сразу после ареста Чолека пресс-служба МВД заявила, что происшедшее не является терактом, и усомнилась в психическом здоровье арестованного. Министр внутренних дел Януш Качмарек заявил, что у преступника могли быть семейные проблемы, и выразил готовность помочь семьям убитых им жертв. Начальник тюрьмы полковник Марек Липинский сообщил, что Чолек находился в нормальном физическим и психическим состоянии и хорошо исполнял свою работу. Однако в ходе судебных заседаний подсудимый сам жаловался на психические расстройства.
На процессе в Окружном суде в Серадзе, а затем в Апелляционном суде в Лодзи Дамиан Чолек был приговорён к пожизненному заключению. Жалоба защиты была отклонена Верховным судом.

## Реакция общества
Стрельба была прокомментирована как тема дня большинством телевизионных СМИ. На следующий день после инцидента министр юстиции Збигнев Зёбро заявил о помощи семьям жертв расстрелянных в Серадзе полицейских и выразил соболезнования в связи со случившейся трагедией. Министр внутренних дел Януш Качмарек заявил, что дети жертв будут получать поддержку до достижения ими совершеннолетия или до завершения обучения. Начальник полиции Конрад Корнатовский выразил соболезнования семьям погибших и заявил, что «глубоко потрясён случившимся». Министр Зёбро также заявил, что стрельба в Серадзе доказывает, что доступ к огнестрельному оружию в Польше должен оставаться ограниченным.